# Jens Fiedler
Jens Fiedler, nemški dirkališčni kolesar, * 15. februar 1970, Dohna, Nemčija. 
Fiedler je trikratni olimpijski prvak v dirkališčnem kolesarstvu in večkratni svetovni prvak. Od tekmovalnega kolesarjenja se je upokojil v začetku leta 2005. 